# Nikolái Fiódorovich Fiódorov
Nikolái Fiódorovich Fiódorov (en ruso: Никола́й Фёдорович Фёдоров; 7 de junio de 1829 – 28 de diciembre de 1903) fue un filósofo cristiano ortodoxo, filósofo futurólogo, fundador e integrante de la corriente filosófica del cosmismo ruso. Su obra, en la que se mostraría partidario la prolongación de la vida, la inmortalidad e incluso de la resurrección de los muertos por medios científico-técnicos, han hecho que se lo considere un precursor del posterior transhumanismo.
Una de sus obras más célebres es La filosofía de la causa común (Философия общего дела), editada por sus discípulos en 1906.
Fue el filósofo predilecto de Vladímir Mayakovski, poeta futurista ruso.